# Raión de Kramatorsk
El raión de Kramatorsk (en ucraniano: Краматорський район, romanizado: Kramatorskyi raion, en ruso: Краматорский район, romanizado: Kramatorsky rayon) es un raión (distrito) del óblast de Donetsk, Ucrania. 
Fue creado en julio de 2020 como parte de la reforma de las divisiones administrativas de Ucrania. El centro del raión es la ciudad de Kramatorsk.
El raión tiene una población de 543.371 habitantes (est. 2022).